# Oculicattus renifera
Oculicattus renifera is een vlinder uit de familie van de uilen (Noctuidae). De wetenschappelijke naam van de soort werd voor het eerst geldig gepubliceerd in 1913 door Hampson als Gaujonia renifera.